# Tetlin
Tetlin és una concentració de població designada pel cens dels Estats Units a l'estat d'Alaska. Segons el cens del 2000 tenia 117 habitants.

## Demografia
Segons el cens del 2000, Tetlin tenia 117 habitants, 42 habitatges, i 25 famílies La densitat de població era de 0,6 habitants/km².
Dels 42 habitatges en un 26,2% hi vivien nens de menys de 18 anys, en un 19% hi vivien parelles casades, en un 23,8% dones solteres, i en un 38,1% no eren unitats familiars. En el 28,6% dels habitatges hi vivien persones soles el 4,8% de les quals corresponia a persones de 65 anys o més que vivien soles. El nombre mitjà de persones vivint en cada habitatge era de 2,79 i el nombre mitjà de persones que vivien en cada família era de 3,46.
Per edats la població es repartia de la següent manera: un 27,4% tenia menys de 18 anys, un 15,4% entre 18 i 24, un 29,1% entre 25 i 44, un 19,7% de 45 a 60 i un 8,5% 65 anys o més.
L'edat mediana era de 30 anys. Per cada 100 dones de 18 o més anys hi havia 203,6 homes.
La renda mediana per habitatge era de 12.250 $ i la renda mediana per família de 18.750 $. Els homes tenien una renda mediana de 0 $ mentre que les dones 0 $. La renda per capita de la població era de 7.372 $. Aproximadament el 40% de les famílies i el 48,4% de la població estaven per davall del llindar de pobresa.

## Poblacions més properes
El següent diagrama mostra les poblacions més properes.